# Humberlito Borges
Pour les articles homonymes, voir Borges.
Humberlito Borges Teixeira dit Borges, né le 5 octobre 1980 à Salvador, est un footballeur international brésilien évoluant au poste d'attaquant.

## Parcours

### Débuts
Entre 2001 et 2005, il joue dans sept clubs brésiliens différents. Après avoir évolué dans les divisions inférieures, il rallie l'AD São Caetano et la première division brésilienne lors de la saison 2004.
En 2005, avec le club de Paraná, il inscrit 19 buts en 36 rencontres et voit son club terminer à la 7e place. 
À la suite de cette performance, il choisit de rallier l'Asie et s'engage au Vegalta Sendai qui évolue en D2 japonaise. Le club échoue à la 5e place, et Borges décide de rentrer au Brésil.

### Affirmation au Brésil
De retour au Brésil, il signe au São Paulo FC dès la saison 2007. Buteur régulier, il permet à son club de remporter le championnat en 2007 et en 2008, cette même saison il inscrit 15 buts en 27 rencontres de championnat et se classe à la 6e position du classement des meilleurs buteurs.
En 2010 il choisit de rejoindre Grêmio, le club termine 4e mais il reste dans l'ombre de buteurs tels que Jonas et André Lima. Il décide alors de changer une nouvelle fois d'équipe.

### Consécration à Santos
Il décide de s'engager avec le Santos FC le 23 mai 2011 en cours de saison, club moins doué en championnat national que Grêmio, mais qui vient de remporter la première coupe du brésil de son histoire lui ouvrant par la même occasion les portes de la Copa Libertadores 2011. Cependant, prenant déjà part à cette compétition avec Grêmio, il ne pourra y prendre part avec sa nouvelle équipe, qui remporte toutefois le trophée sans son aide.
C'est dans le championnat brésilien qu'il va s'illustrer en marquant 23 buts, devenant meilleur buteur de la saison, et en réalisant un trio d'attaque intéressant avec Neymar et Ganso.
Il remporte également le difficile Championnat de São Paulo toujours en 2011.
Pour conclure 2011, il participe à la Coupe du monde des clubs. Il inscrit un but en demi-finale contre les Japonais du Kashiwa Reysol.
Mais il ne peut empêcher la défaite en finale de son équipe 4 buts à 0 face au FC Barcelone.
Malgré son titre de meilleur buteur du brasileiro 2011, ses performances dans les dernières journées du championnat ont été insuffisantes. C'est pourquoi il perd sa place de titulaire en 2012. Muricy Ramalho lui préfère en effet le jeune Alan Kardec qui est le plus souvent titulaire aux côtés de Neymar que ce soit en Copa Libertadores ou dans le cadre du championnat d'État remporté par Santos face à Guarani.

### Son arrivée à Cruzeiro
Santos étant dans une politique de réduction de la masse salariale, le meilleur buteur du club est contraint de partir, il rejoint le club de Cruzeiro pour une somme non connue à ce jour, en juillet 2012.

## Parcours en Sélection
Sa tonitruante saison 2011 lui ouvre les portes de la Seleção. Il est sélectionné en vue de la rencontre contre l'Argentine du 28 septembre 2011, pour le compte du match retour du Superclásico de las Américas, remporté 2 buts à 0 par son équipe. Titularisé, il est remplacé à la 72e minute par Fred sans avoir inscrit de but.

## Palmarès
- Sélection du Brésil
  - Vainqueur du Superclásico de las Américas 2011.

- Santos FC
  - Finaliste de la Coupe du monde des clubs 2011.
  - Meilleur buteur du Championnat du Brésil 2011 (23 buts).
  - Vainqueur du Championnat de São Paulo 2011.

- São Paulo FC
  - Vainqueur du Championnat du Brésil 2007 et 2008.

- Grêmio
  - Vainqueur du Championnat du Rio Grande do Sul 2010.

- Vegalta Sendai
  - Meilleur buteur de la D2 Japonaise en 2006 (26 buts).